# John Bankes
Sir John Bankes (1589 - 28 décembre 1644) est un avocat et homme politique anglais qui siège à la Chambre des communes entre 1624 et 1629. Il est procureur général et juge en chef de Charles Ier pendant la guerre civile anglaise,,. Le château de Corfe, le siège de sa famille, est détruit lors d'un long siège au cours duquel sa femme Mary Hawtrey devient connue sous le nom de Brave Dame Mary.

## Jeunesse
Il est membre de la famille Bankes de Keswick, Cumberland. Il s'inscrit au Queen's College d'Oxford le 22 février 1605 à l'âge de 15 ans. Il entre à Gray's Inn, où il est admis au barreau en 1614. Vers 1618, il épouse Mary Hawtrey, dont il a onze enfants, quatre fils et sept filles.
En 1624, il est élu député de Wootton Bassett. Il est élu député de Morpeth en 1626 et en 1628 et siège jusqu'en 1629 lorsque le roi Charles décide de régner sans parlement pendant onze ans. Il est un participant majeur aux débats juridiques entourant la pétition de droit de 1628, en particulier concernant la loi martiale pour le procès et la punition des personnes engagées dans la rébellion.
En 1630, Bankes est lecteur de carême de Gray's Inn et trésorier de 1631 à 1635. Il est fait chevalier à St James le 5 juin 1631. Il est également nommé avocat du prince Charles. En septembre 1634, il devient procureur général du roi, occupant ce poste pendant le procès de la célèbre cause de John Hampden sur l'argent des navires. Il est également avocat de l'Université de Cambridge en 1634-1635.

## Château de Corfé
Bankes achète le château de Corfe avec tous ses manoirs, droits et privilèges en 1635 à Lady Elizabeth Coke (née Hatton), veuve d'Edward Coke, décédé en 1634. Les ancêtres de Bankes possédaient depuis de nombreuses générations des propriétés dans et près de Keswick dans le Cumberland. Les titres de propriété et les concessions de la Couronne de la mine de plomb noir de Borrowdale remontent à Henri VI et Édouard IV et sont renouvelés sous le sceau de Jacques Ier.

## Lord Chief Justice
En janvier 1640, il est nommé juge en chef des plaids communs. Il suit ensuite le roi de Westminster à York ; ayant quitté sa femme, Mary Bankes, pour défendre le château de Corfe, ce qu'elle fait avec beaucoup de courage jusqu'à ce qu'il soit livré aux mains des rebelles. Son nom figure sur l'engagement avec les lords à York, en juin 1642. La même année, il est admis au conseil privé et obtient le diplôme de LL. D. à Oxford, où il meurt le 28 décembre 1644, âgé de 55 ans, et est enterré dans la cathédrale de Christ Church, où se trouve un monument à sa mémoire. En 1644, il est d'abord mentionné dans la liste des personnes censées être exceptées de la grâce générale ; son nom est ensuite rayé de cette liste, mais il est néanmoins mis en accusation pour haute trahison. Ses domaines et biens passent cependant à son fils aîné, Sir Ralph Bankes, qui devient député et fait construire le domaine de Kingston Lacy.

## Héritage
Un pub Wetherspoon à Keswick, Cumbria est nommé "The Chief Justice of the Common Pleas", cela est dû au fait que le bâtiment actuel construit en 1901 a été construit sur un terrain qui était officiellement le site d'un "workhouse" - fondé par le testament de Sir John Bankes (daté de 1642). Le bâtiment actuel qui abrite le tribunal de première instance et le poste de police de la ville jusqu'en 2000, est construit à côté du bureau de poste principal de la ville lui-même construit dix ans plus tôt vers 1890.